# Öskjuhlíð
L'Öskjuhlíð est un parc urbain d'Islande situé non loin du centre-ville de Reykjavik, à l'est de l'aéroport et au nord du Fossvogur, une petite baie. En son centre se trouve le Perlan, d'anciens réservoirs d'eau géothermique reconvertis en site touristique et culturel. Juste au sud a été installé le Strókur, un geyser artificiel.